# Sidlyschtsche
Sidlyschtsche (ukrainisch Сідлище; russisch Седлище Sedlischtsche, polnisch Siedliska, deutsch Bredtheim) ist ein Dorf in der westukrainischen Oblast Iwano-Frankiwsk mit etwa 330 Einwohnern.
Am 12. Juni 2020 wurde das Dorf ein Teil neu gegründeten Siedlungsgemeinde Otynija; bis dahin bildete es zusammen mit den Dörfern Chorosna (Хоросна), Molodyliw (Молодилів) und Stanislawiwka (Станіславівка) die Landratsgemeinde Sidlyschtsche (Сідлищенська сільська рада/Sidlischtschenska silska rada) im Norden des Rajons Kolomyja.

## Geschichte
Siedliska war bis 1924 eine Ortschaft in der Gemeinde Majdan Średni. Sie gehörte Theodor Bredt. Im Jahre 1881 wurden dort auf 1.100 Joch des parzellierten Grunds 74 deutsche Familien aus 24 galizischen Orten angesiedelt. Die Kolonie wurde nach dem Gutsbesitzer Bredtheim genannt.
Die Protestanten gehörten der Pfarrgemeinde Baginsberg in der Evangelischen Superintendentur A. B. Galizien an. In der Zwischenkriegszeit gab es eine Filialgemeinde der Gemeinde Kołomyja-Baginsberg in der Evangelischen Kirche Augsburgischen und Helvetischen Bekenntnisses in Kleinpolen, die im Jahr 1937 342 Mitglieder hatte.
Nach dem Ende des Polnisch-Ukrainischen Kriegs 1919 kam die Gemeinde zu Polen. Im Jahre 1921 hatte die Ortschaft Bredtheim 93 Häuser mit 679 Einwohnern, davon 527 Polen, 119 Deutschen, 17 Juden, 16 Ruthenen, 343 evangelische, 274 römisch-katholische, 46 israelitische, 16 griechisch-katholische. Die Ortschaft Siedliska hatte 46 Häuser mit 225 Einwohnern, davon 145 Ruthenen, 80 Polen, 144 griechisch-katholische, 81 römisch-katholische.
Am 1. Juli 1924 wurde der Weiler Siedliska-Bredtheim von Majdan Średni abgetrennt, um die neue Gemeinde zu schaffen.
Im Zweiten Weltkrieg gehörte der Ort zuerst zur Sowjetunion und ab 1941 zum Generalgouvernement, ab 1945 wieder zur Sowjetunion, heute zur Ukraine. Die dann noch ansässigen Deutschen wurden 1940 infolge des Deutsch-Sowjetischen Grenz- und Freundschaftsvertrages umgesiedelt.
Bis zum 7. Juni 1946 trug der Ort den ukrainischen Namen Sidlyska (Сідлиська).

## Sehenswürdigkeiten
- Ehemalige evangelische Kirche, gebaut 1913